# Friggeråkers distrikt
Friggeråkers distrikt är ett distrikt i Falköpings kommun och Västra Götalands län.
Distriktet ligger norr om Falköping.

## Tidigare administrativ tillhörighet
Distriktet inrättades 2016 och utgörs av en del av området som Falköpings stad omfattade till 1971, delen som före 1952 utgjorde Friggeråkers socken.
Området motsvarar den omfattning Friggeråkers församling hade vid årsskiftet 1999/2000.